# Thomas Baring, 2:e baronet
Thomas Baring, 2:e baronet, född den 12 juni 1772, död den 3 april 1848, var en brittisk finansman. Han var den äldste av bankiren Francis Barings fem söner samt far till Francis Baring, 1:e baron Northbrook, Thomas Baring och Charles Baring. 
Baring var ägare av en dyrbar konstsamling och en kortare tid verksam inom familjens bankrörelse. Han var medlem av underhuset 1806–32.